# Didier Reynders
Didier Reynders (Liegi, 6 agosto 1958) è un politico belga, commissario europeo della giustizia nella Commissione von der Leyen I. Prima di assumere l'incarico presso l'Unione Europea, è stato Ministro degli esteri del Belgio dal 2011 dopo essere stato ministro delle finanze dal 1999 al 2011 e vice-primo ministro nel 2004. È rappresentante del Movimento Riformatore, partito che ha guidato in prima persona dal 2004 al 2011.

## Biografia
Ultimo di tre figli, si laurea in giurisprudenza nel 1981 all'Università di Liegi.
Entra in politica dopo l'incontro con Jean Gol.  Direttore generale presso il Dipartimento delle autorità locali del Ministero della Vallonia dal 1985 al 1988, è diventato presidente della National Society of Belgian Railways (SNCB) nel 1986, quindi presidente della National Society of Airways (1991-1993). Allo stesso tempo, viene eletto consigliere comunale a Liegi.  Nel 1992 è eletto alla Camera dei rappresentanti e nel 1995 diventa presidente del gruppo PRL-FDF alla Camera.